# Placówka Straży Celnej „Tarnowskie Góry”

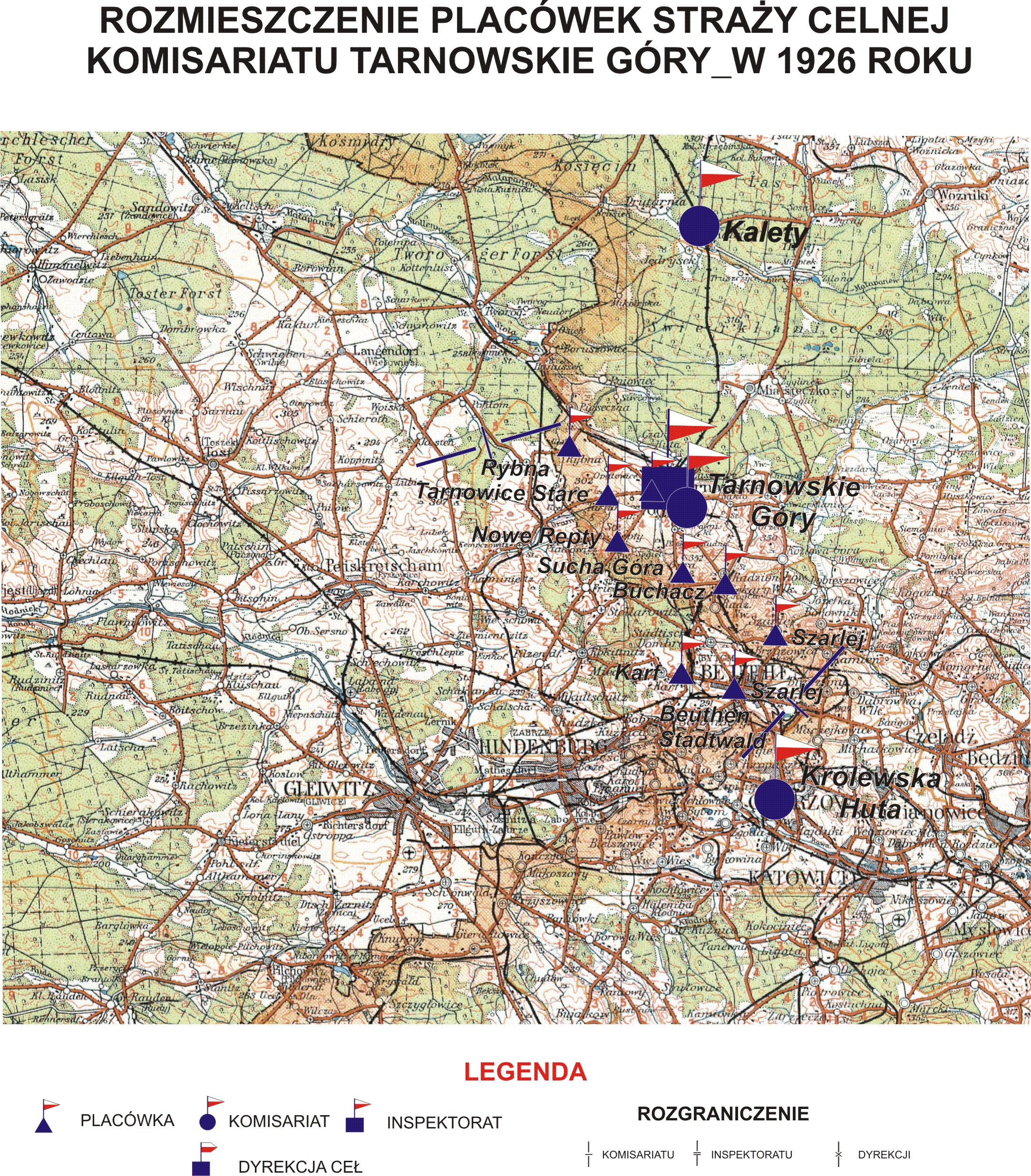
Rozmieszczenie placówek SC Komisariatu Tarnowskie Góry

Placówka Straży Celnej „Tarnowskie Góry” – jednostka organizacyjna Straży Celnej pełniąca w okresie międzywojennym służbę ochronną na granicy polsko-niemieckiej.

## Formowanie i zmiany organizacyjne
Na wniosek Ministerstwa Skarbu, uchwałą z 10 marca 1920 roku, powołano do życia Straż Celną. Od połowy 1921 roku jednostki Straży Celnej rozpoczęły przejmowanie odcinków granicy od pododdziałów Batalionów Celnych. Proces tworzenia Straży Celnej trwał do końca 1922 roku. Placówka Straży Celnej „Tarnowskie Góry” weszła w podporządkowanie komisariatu Straży Celnej „Tarnowskie Góry” z Inspektoratu SC „Tarnowskie Góry”.
W drugiej połowie 1927 roku przystąpiono do gruntownej reorganizacji Straży Celnej. W praktyce skutkowało to rozwiązaniem tej formacji granicznej. Ochronę północnej, zachodniej i południowej granicy państwa przejęła powołana z dniem 2 kwietnia 1928 roku Straż Graniczna.
Rozkazem nr 4 z 30 kwietnia 1928 roku w sprawie organizacji Śląskiego Inspektoratu Okręgowego dowódca Straży Granicznej gen. bryg. Stefan Pasławski określił strukturę organizacyjną komisariatu SG „Tarnowskie Góry”. Placówka Straży Granicznej II linii „Tarnowskie Góry” znalazła się w jego strukturze.

## Funkcjonariusze placówki
Kierownicy placówki
| stopień          | imię i nazwisko, numer | okres pełnienia służby | kolejne stanowisko |
| ---------------- | ---------------------- | ---------------------- | ------------------ |
| starszy strażnik | Alfred Gollor (309)    | był w 1926             |                    |

Obsada personalna placówki w 1926:
- starszy strażnik Alfred Gollor (309)
- strażnik Hermann Szefczyk (914)
- strażnik Wiktor Kozak (1180)
- strażnik Jan Hałagan (1247)
- strażnik Izydor Miczajka (607)
- strażnik Franciszek Kołacz (1299)